# Ludwik Armand II de Bourbon-Conti

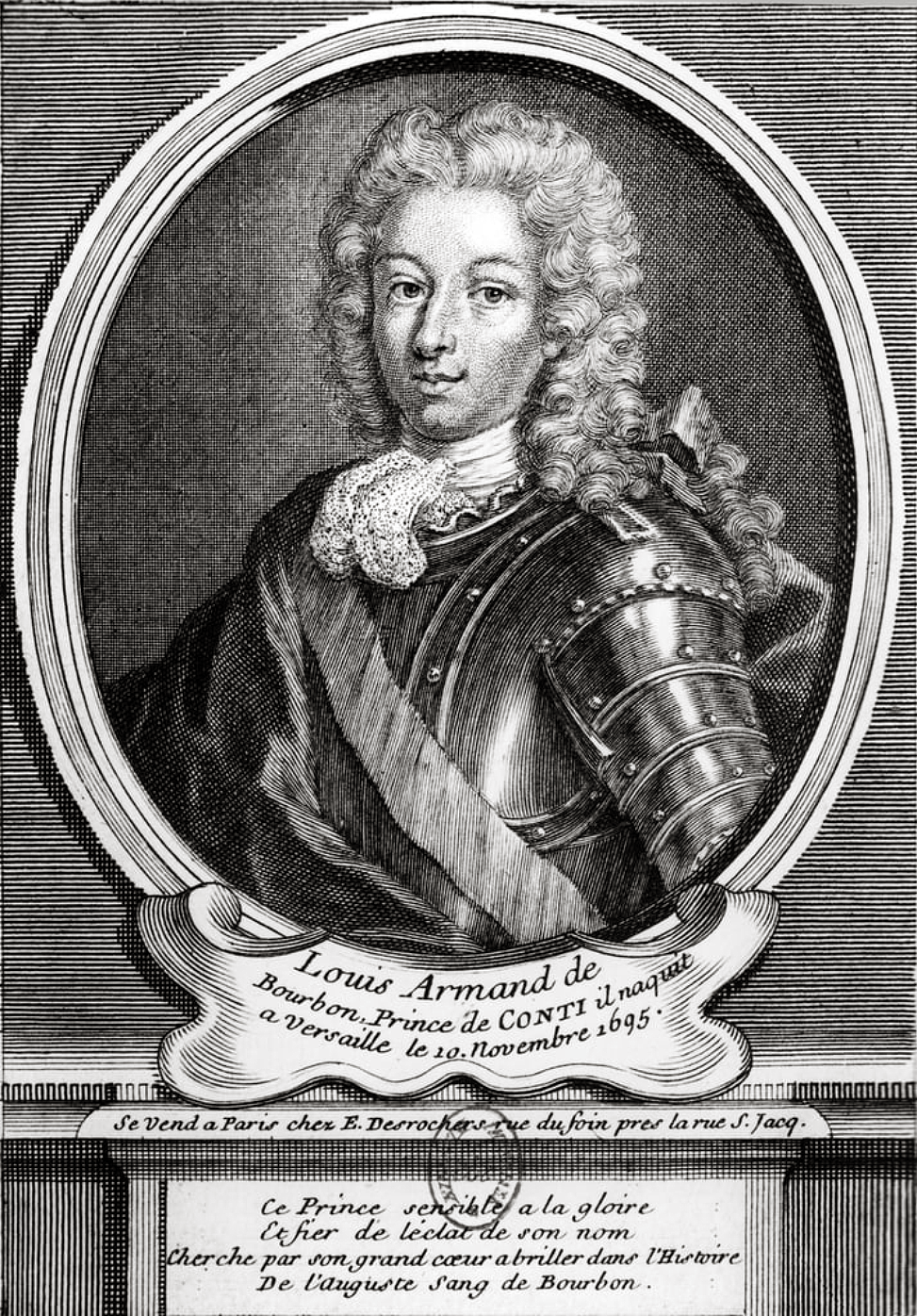
Portret Ludwika Armanda II, księcia Conti

Ludwik Armand II de Bourbon-Conti, fr. Louis Armand II de Bourbon (ur. 10 listopada 1695, w Wersalu  – zm. 4 maja 1727, w Paryżu) – książę de Conti od 1709 do swojej śmierci.
Urodził się jako starszy syn Franciszka Ludwika, księcia Conti, i Marii Teresy de Burbon-Condé. Ochrzczony został 30 czerwca 1704 w kaplicy pałacu królewskiego w Wersalu, a jego rodzicami chrzestnymi byli: Ludwik XIV, król Francji i Maria z Modeny, królowa Anglii. 

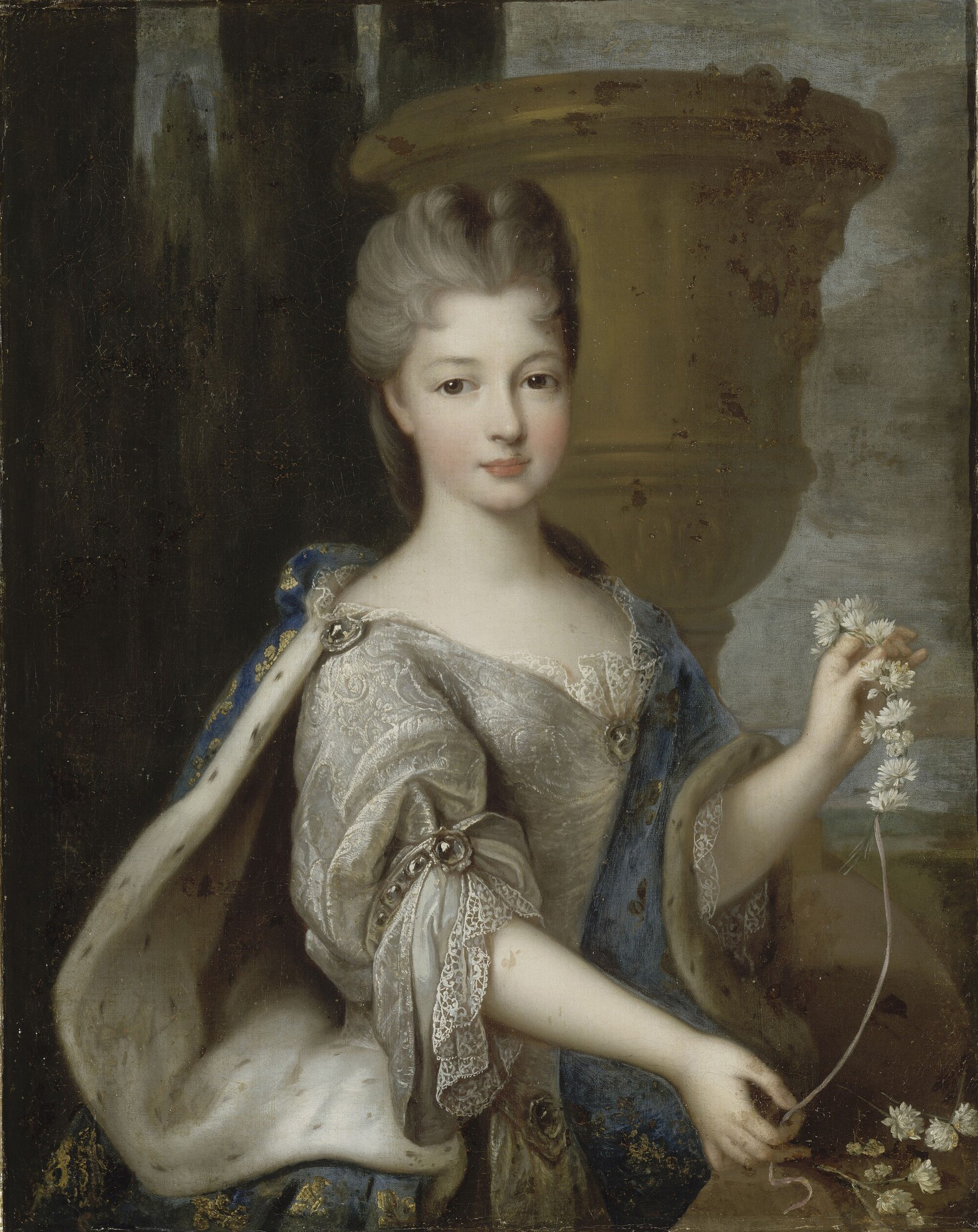
Żona Ludwika Armanda II - Ludwika Elżbieta de Bourbon-Condé, portret pędzla Pierre'a Goberta

Był brzydki i miał tiki, często zachowywał się w nieprzewidziany sposób. Przez Ludwika XIV, a następnie przez regenta Filipa Orleańskiego, był traktowany z wyrozumiałością. W czasie wojny o hiszpańską sukcesję służył w wojsku pod dowództwem marszałka Claude'a Villarsa, ale okazało się, że nie odziedziczył po swoim ojcu talentu wojskowego. W 1712 został jednak mianowany władcą Oranii, którą Ludwik XIV uznał za francuskie lenno. Ludwik Armand był wielkim zwolennikiem planów finansowych Johna Law'a, dzięki którym zarobił dużo pieniędzy. Zmarł w swojej posiadłości w Paryżu, 4 maja 1727. Przyczyną śmierci mogło być syfilis, na które książę zachorował w 1716.
W 1713 poślubił Ludwikę Elżbietę de Bourbon-Condé (1693–1775), córkę Ludwika III, księcia de Condé, i wnuczkę samego Ludwika XIV. Para miała razem pięcioro dzieci:
- Louis de Bourbon-Conti (1715–1717),
- Ludwik Franciszek (1717–1776), książę de Conti,
- Louis-Armand de Bourbon-Conti (1720–1722),
- Charles de Bourbon-Conti (1722–1730),
- Ludwika Henrietta (1726–1759), żona Ludwika Filipa, księcia Orleanu (1725–1785).